# Chistochina (Alaska)
Chistochina (Ahtna: Tsiis Tl’edze’ Caegge) ist ein Ort und ein census-designated place (CDP) in der Copper River Census Area in Alaska in den Vereinigten Staaten. Das U.S. Census Bureau hatte bei der Volkszählung 2020 eine Einwohnerzahl von 60 ermittelt.

## Geographie
Chistochina befindet sich am Tok Cut-Off (Alaska Route 1) 310 km ostnordöstlich von Anchorage sowie 67 km nordöstlich von Glennallen. Der Ort Chistochina liegt auf einer Höhe von 572 m. Im Norden und im Nordosten erheben sich die Berge der östlichen Alaskakette, im Südosten die der Wrangell Mountains. Das CDP-Gebiet hat eine Längsausdehnung in WSW-ONO-Richtung von 70 km. Der Copper River bildet die südliche CDP-Grenze. Entlang der westlichen CDP-Grenze fließt der Gakona River nach Süden.
Das Chistochina CDP grenzt im Osten an das Slana CDP sowie im Südwesten an das Gakona CDP.

## Geschichte
Chistochina geht auf eine Telegrafenstation des U.S. Army Signal Corps im Jahr 1903 zurück. Während des Baus des Tok Cut-Off bzw. Glenn Highways wurde der Name von einem Roadhouse übernommen. Das Roadhouse (Chistochina Trading Post) wurde 1997 für einen NRHP-Eintrag nominiert, brannte jedoch 1999 ab. Chistochina wird seit dem Zensus 1980 als ein census-designated place geführt.

## Demografie
Zum Zeitpunkt der Volkszählung im Jahre 2020 (U.S. Census 2020) hatte Chistochina 60 Einwohner auf einer Landfläche von 954,18 km². Von den Einwohnern waren 11 Weiße sowie 39 amerikanisch-indianischer Abstammung. Beim Zensus 2000 wurde eine Einwohnerzahl von 93 ermittelt, im Jahr 2010 waren es 93.